# Ulrike Wieland
Dagmar Ulrike Wieland (* 1961) ist eine Medizinerin und Virologin. Sie ist Professorin, Oberärztin und stellvertretende Leiterin des Instituts für Virologie und Leiterin des Nationalen Referenzzentrums für Papillom- und Polyomaviren an der Universität Köln. Ihre Forschungsschwerpunkte sind Epidemiologie, Diagnostik und Therapie von Humanen Papillomvirusinfektionen sowie von kutanen Polyomavirus-Infektionen.

## Werdegang
Ulrike Wieland studierte in Erlangen Humanmedizin und promovierte dort 1988 mit einer vergleichenden Untersuchung von Kontaktekzemen.
1996 legte sie ihre fachärztliche Prüfung für Mikrobiologie, Virologie und Infektionsepidemiologie ab und wurde Oberärztin am Institut für Virologie der Uniklinik Köln. Dort habilitierte sie sich 1999 mit einer Arbeit zum viralen Infektiositätsfaktor (vif) des HI-Virus und erhielt die entsprechende Lehrbefugnis. Die Deutsche Vereinigung zur Bekämpfung der Viruskrankheiten und die Gesellschaft für Virologie zeichneten sie 2012 mit dem Wissenschaftspreis „Klinische Virologie“ aus.
Seit 2018 leitet sie das Nationale Referenzzentrum für Papillom- und Polyomaviren, das an ihrem Institut angesiedelt ist. 
Wieland ist Mitglied diverser Fachgesellschaften, etwa der Gemeinsamen Diagnostikkommission der Deutschen Vereinigung zur Bekämpfung der Viruskrankheiten und der Gesellschaft für Virologie, der Arbeitsgruppe Infektionsprävention der Uniklinik Köln, sowie des Wissenschaftlichen Beirats des Robert Koch-Instituts.

## Publikationen (Auswahl)
- Vergleichende immunfluoreszenzoptische Untersuchungen von allergischem und toxischem Kontaktekzem. (Dissertation). Nürnberg/Erlangen 1988.
- Das vif-Gen des Humanen Immundefizienzvirus Typ 1 (HIV-1) : Molekularbiologie und Epidemiologie. (Habilitationsschrift). Köln 1999.
- mit Stephan Herberhold, Martin Hellmich, Marcus Panning, Eva Bartok, Steffi Silling, Baki Akgül: Human polyomavirus and human papillomavirus prevalence and viral load in non-malignant tonsillar tissue and tonsillar carcinoma. In: Medical Microbiology and Immunology. Band 206, Nr. 2, April 2017, ISSN 0300-8584, S. 93–103, doi:10.1007/s00430-016-0486-6.
- mit Stephan Braun, Daniel Reimer, Isolde Strobl, Petra Wiesbauer, Elisabeth Müller-Holzner, Siegfried Fessler, Arthur Scherer, Christian Marth, Alain G Zeimet: Fatal invasive cervical cancer secondary to untreated cervical dysplasia: a case report. In: Journal of Medical Case Reports. Band 5, Nr. 1, Dezember 2011, ISSN 1752-1947, S. 316, doi:10.1186/1752-1947-5-316, PMID 21767367, PMC 3156764 (freier Volltext).